# Raphael Botti
Raphael Botti (født 23. februar 1981) er en brasiliansk fodboldspiller.